# I misteri di Providence
I misteri di Providence (Les Énigmes de Providence) è una serie animata francese prodotta da TF1, Protecrea, Banco Production, Melusine Productions e Animation Enterprises Hong Kong. Fu trasmessa per la prima volta in Francia dal 12 gennaio al 6 luglio 2002, sul canale TF1. In Italia viene trasmessa dal 15 settembre 2003 su Rai 2.
La serie racconta le avventure di Oscar, un detective privato intenzionato a risolvere gli enigmi della città di Providence. Per sconfiggere un terribile stregone e i suoi scagnozzi criminali, viene quindi aiutato dai suoi amici, come l'energica Katia e l'eccentrico inventore Martin.

## Personaggi e doppiatori
- Oscar, voce italiana di Edoardo Nordio
- Katia, voce italiana di Antonella Baldini
- Martin, voce italiana di Monica Bertolotti
- Veilleur, voce italiana di Mario Bombardieri
- Rudolph, voce italiana di Lucio Saccone
- Balthasar, voce italiana di Antonio Palumbo
- Karlo, voce italiana di Andrea Ward
- Melissa, voce italiana di Silvia Bassi
- Stanley, voce italiana di Riccardo Deodati

## Episodi
1. Le Dernier de Jour de l'An
2. L'Épervier Noir
3. Urgence
4. La Dent du Lac
5. L'Incroyable Monsieur Pépin
6. Dolly Doll
7. La Bouche de Quetzalcoatl
8. La Foire aux Illusions
9. La Mine Diabolique
10. Belles d'un Jour
11. Mauvaises Pensées
12. La Rose de Théo
13. Le Serment d'Adrénaline
14. Symphonie Vampirique
15. Les Voyages Immobiles
16. Vieille Branche
17. Le Roman de Gontran
18. Le Voleur de Gloire
19. Le Mensonge de Don Karlito
20. Le Duc de Bombay
21. Le Fantôme de la Justice
22. L'Homme Automatique
23. Trompe-l'Œil
24. La Prisonniers du Griffon
25. Le Cercle Maléfique
26. Au Bout du Secret